# Planeet X
Planeet X is de denkbeeldige planeet die na de ontdekking van Neptunus de nog niet verklaarde afwijkingen in de banen van Uranus en Neptunus moest verklaren.
Nu de meettechnieken sterk verbeterd zijn ten opzichte van die ten tijde van Percival Lowell (begin 20e eeuw), is gebleken dat zijn berekeningen op onjuiste data zijn gebaseerd en dus niet kloppen; er is volgens de huidige inzichten geen negende planeet nodig om de banen van de andere planeten te verklaren.
Net zoals Neptunus ontdekt was nadat uit de baanafwijkingen van Uranus was berekend waar deze ongeveer moest staan, berekende Lowell waar deze nieuwe, onbekende (dwerg)planeet te vinden zou moeten zijn. De (dwerg)planeet kreeg de werknaam: Planeet X, waarbij X voor onbekend staat.

## Nieuwe hypothese voor een negende planeet in het zonnestelsel

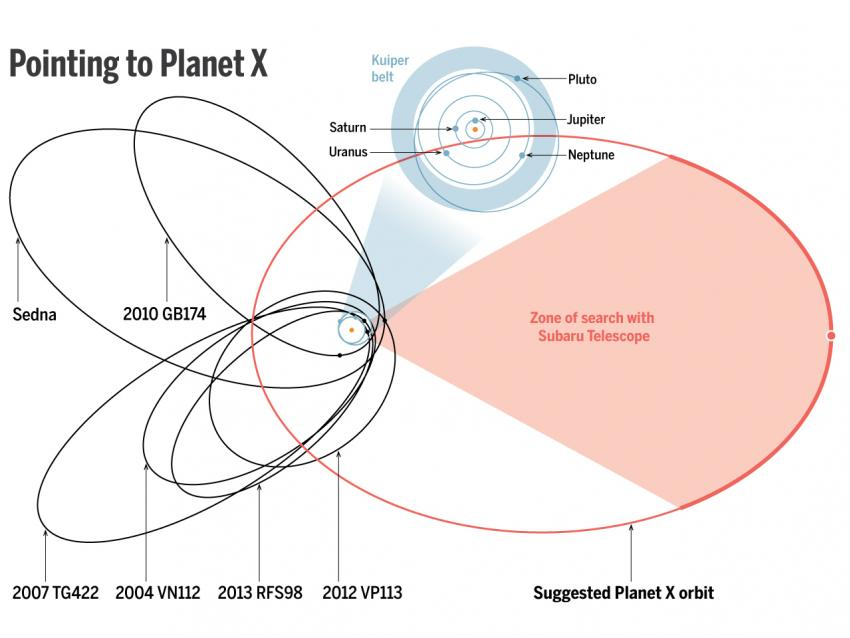
Diagram mogelijke baan van Planeet negen

Het mogelijk toch bestaan van een extra planeet is op 20 januari 2016 onthuld door astronomen van Caltech. Deze planeet wordt echter Planeet negen genoemd en is volgens berekeningen van 2019 vijf keer zo groot als de Aarde en in een elliptische gekantelde baan van 400 bij 500 AE van de Zon bewegen. De planeet beïnvloedt de banen van veel Kuipergordelobjecten. De kans dat deze Kuipergordelobjecten ‘toevallig’ op dezelfde wijze om de zon draaien is slechts 0,007 procent. “Kortom, het kán haast geen toeval zijn”, aldus Brown. “Er moet iets zijn dat de koers van deze objecten bepaalt.” Planeet negen is echter een andere planeet in een andere baan in het zonnestelsel dan de denkbeeldige Planeet X.

## Pseudowetenschap
Er leeft bij sommigen het idee dat er een negende planeet moet zijn. Deze planeet zou een zeer langgerekte elliptische baan hebben en daardoor eens in de 3600 jaar in de buurt van de Aarde komen. Maar, redeneren zij verder, als hij komt dan is de ernst van de daardoor ontstane rampen (aardbevingen, vloedgolven enz.) niet te overzien.
Volgens sommigen waren de Babyloniërs al op de hoogte van het bestaan van een tiende planeet, die Nibiru of Niburu genoemd werd. Voor dit idee is echter geen wetenschappelijke ondersteuning.